# Meliana (kommun)
Meliana är en kommun i Spanien.   Den ligger i provinsen Província de València och regionen Valencia, i den östra delen av landet, 300 km öster om huvudstaden Madrid. Antalet invånare är 10 666. Arean är 4,7 kvadratkilometer. Meliana gränsar till Valencia, Alboraya, Almàssera och Foios. 
Terrängen i Meliana är mycket platt.